# Bahnstrecke Kleinschmalkalden–Brotterode
| |                      |                                |                                |
| Streckennummer: | 6700                 |                                |                                |
| Kursbuchstrecke (DB): | 190d (1968)          |                                |                                |
| Kursbuchstrecke: | 164b (1934)          |                                |                                |
| Streckenlänge: | 8,45 km              |                                |                                |
| Spurweite: | 1435 mm (Normalspur) |                                |                                |
| |                      |                                |                                |
| \| \| 0,00 \| Kleinschmalkalden (Pappenheim) \| Kleinschmalkalden (Pappenheim) \| \| \| \| nach Schmalkalden \| \| \| \| 3,10 \| \| \| \| \| 3,23 \| Auwallenburg \| Auwallenburg \| \| \| 3,50 \| Anst Auwallenburg \| Anst Auwallenburg \| \| \| 5,36 \| Mommelstein \| Mommelstein \| \| \| 8,45 \| Brotterode \| Brotterode \| |                      |                                |                                |
| Kopfbahnhof Streckenanfang (Strecke außer Betrieb) | 0,00                 | Kleinschmalkalden (Pappenheim) | Kleinschmalkalden (Pappenheim) |
| Abzweig nach links (Strecke außer Betrieb) |                      | nach Schmalkalden              | nach Schmalkalden              |
| Strecke mit Straßenbrücke (Strecke außer Betrieb) | 3,10                 |                                |                                |
| Haltepunkt / Haltestelle (Strecke außer Betrieb) | 3,23                 | Auwallenburg                   | Auwallenburg                   |
| Abzweig geradeaus und nach rechts (Strecke außer Betrieb) | 3,50                 | Anst Auwallenburg              | Anst Auwallenburg              |
| Haltepunkt / Haltestelle (Strecke außer Betrieb) | 5,36                 | Mommelstein                    | Mommelstein                    |
| Kopfbahnhof Streckenende (Strecke außer Betrieb) | 8,45                 | Brotterode                     | Brotterode                     |

Die Bahnstrecke Kleinschmalkalden–Brotterode war eine Nebenbahn in Thüringen, die ursprünglich durch die Schmalkalder Kreisbahn in Trägerschaft des Landkreises Schmalkalden erbaut und betrieben wurde. Sie schloss in Kleinschmalkalden an die Bahnstrecke Schmalkalden–Kleinschmalkalden an und führte nach Brotterode.

## Geschichte

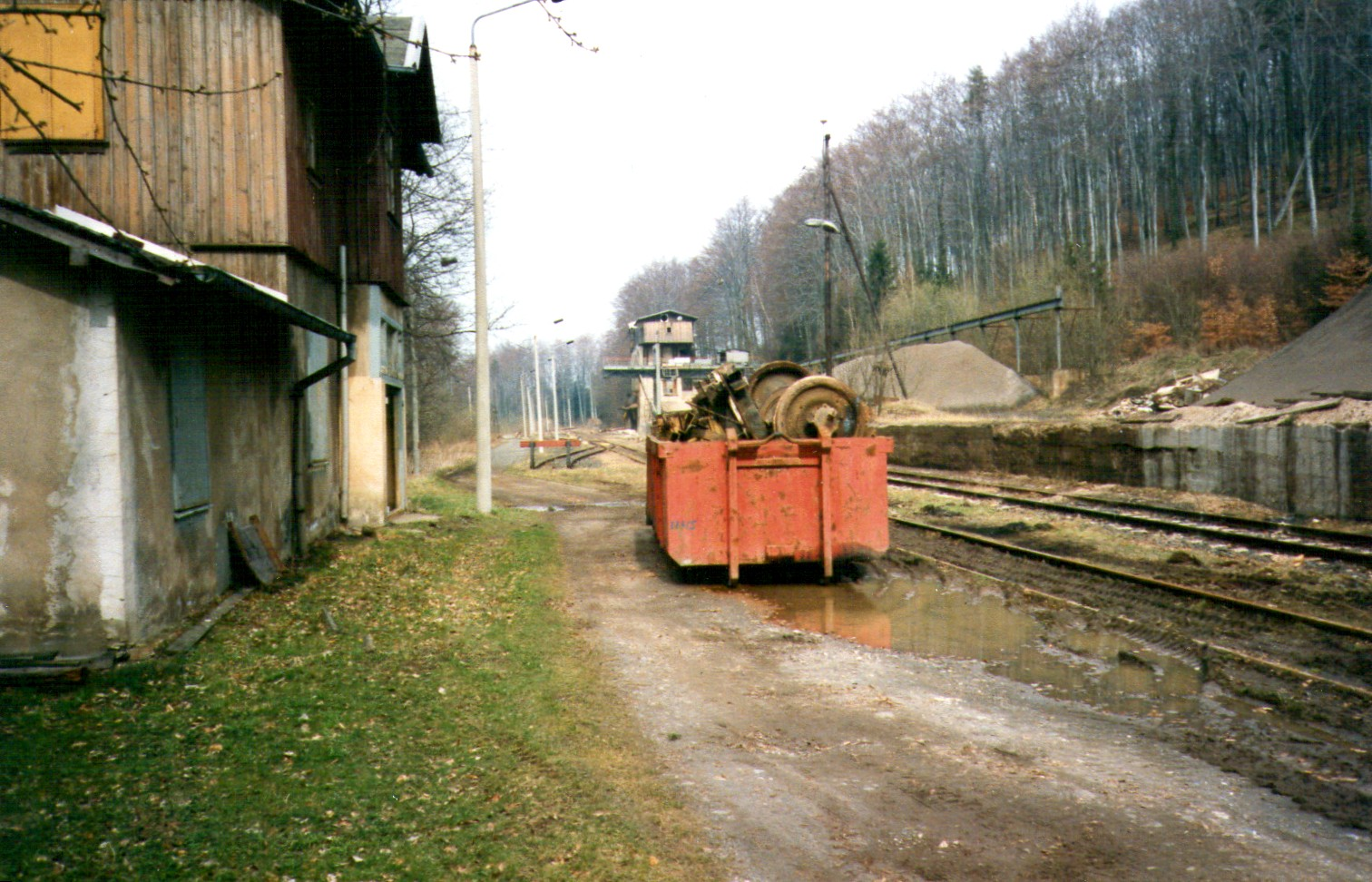
Bahnhof Auwallenburg (1994)

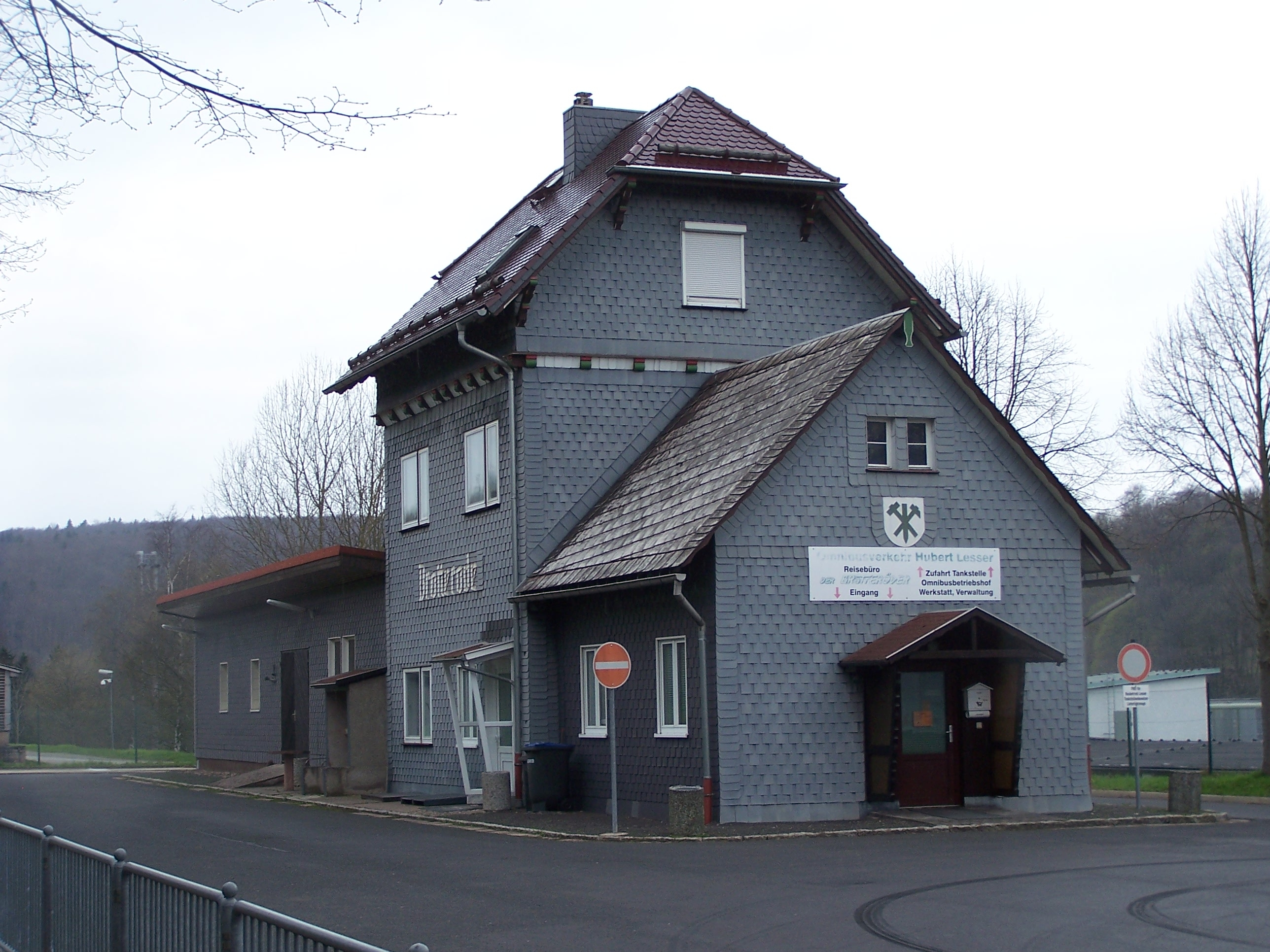
Bahnhof Brotterode (2013)

Durch den Brand Brotterodes am 10. Juli 1895, bei dem 729 von 842 Gebäuden des Ortes zerstört wurden ergab sich die Notwendigkeit, den Ort für den Wiederaufbau gut zu erreichen. Neben der Feldbahn Brotterode–Wernshausen wurde der Bau einer normalspurigen Bahn vorangetrieben. Der Bau der kreiseigenen Bahn war nur mit Hilfe des Landes Preußen und der Provinz Hessen-Nassau möglich (Kleinbahnfond), die je 370.000 Mark bereitstellten. Am 19. Dezember 1898 konnte schließlich die Gesamtstrecke von Kleinschmalkalden bis Brotterode eröffnet werden. Den Betrieb führte von Beginn an die Preußische Staatsbahn, später die Deutsche Reichsbahn im Auftrag des Kreises Herrschaft Schmalkalden. Ab 1. April 1949 hatte die Deutsche Reichsbahn das alleinige Verfügungsrecht.
Die Personenzüge fuhren in der Regel von der Kreisstadt Schmalkalden bis Brotterode durch, ohne dass man umsteigen musste. Am 14. Dezember 1964 wurde der Abschnitt Auwallenburg–Brotterode stillgelegt und abgebaut. In Auwallenberg wurde Erz verladen. Die Personenbeförderung Pappenheim–Auwallenburg wurde bereits ab 1965 im Schienenersatzverkehr bedient; sie endete offiziell am 17. März 1968. Im Jahre 1986 wurden die Gleise bis Brotterode wieder neu gelegt, um ein Kohlekraftwerk in Brotterode anzuschließen. Im Zuge der Wende in der DDR wurde das Kraftwerk bereits 1990 stillgelegt.
Seit 1990 gab es jährlich meist mehrere Sonderzüge bis zum Verladebahnhof Auwallenburg. Diese Gebirgsstrecke war beliebt bei Einheimischen und Fotografen. Versuche einer Privatbahngesellschaft, 1996 auf der Strecke von Schmalkalden wieder planmäßigen Personenverkehr, sogar bis zum Verladebahnhof Auwallenburg, einzurichten, scheiterten. Der Güterverkehr Kleinschmalkalden–Auwallenburg wurde am 31. Januar 1994 eingestellt. Die Strecke wurde 2001/02, wie auch die Bahnstrecke Schmalkalden–Kleinschmalkalden, demontiert.
Auf einem Teil der Strecke wurde ein Bahntrassenradweg, der Mommelstein-Radweg, gebaut.